# Ivan Sokolov
|  | No s'ha de confondre amb Andrei Sokolov. |

Ivan Sokolov   (Sarajevo i Jajce, 13 de juny de 1968) és un jugador i escriptor d'escacs que té el títol de Gran Mestre des de 1987. Sokolov és fill de pare búlgar i mare bosniana, i va néixer a Jajce, llavors a la República Federal Socialista de Iugoslàvia, i actualment a Bòsnia i Hercegovina. En l'actualitat resideix als Països Baixos, i representa aquest país internacionalment; el 2008 era el jugador neerlandès número 1 en el rànquing de la FIDE (i el 32è millor jugador mundial).

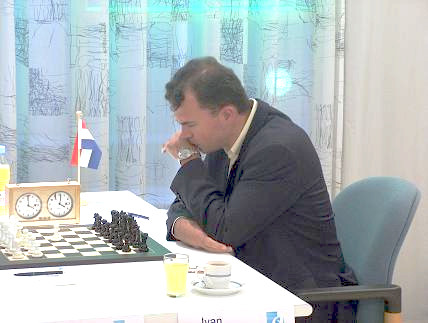
Ivan Sokolov, durant el Torneig Essent de 2004 a Hoogeveen.

A la llista d'Elo de la FIDE del gener de 2022, hi tenia un Elo de 2588 punts, cosa que en feia el jugador número 8 (en actiu) dels Països Baixos. El seu màxim Elo va ser de 2706 punts, a la llista de gener de 2004 (posició 18 al rànquing mundial).

## Resultats destacats en competició
En Sokolov va guanyar el fort torneig Memorial Vidmar, de Portorož, el 1987 (empatat a punts amb Uwe Boensch); posteriorment repetiria victòria el 1993 (en solitari, per davant de Predrag Nikolić).
El 1988 va guanyar el Campionat de Iugoslàvia, i el mateix any també va guanyar, empatat al primer lloc amb Borís Gulko, el Festival d'escacs de Biel.
Posteriorment es proclamà Campió dels Països Baixos en dues ocasions, els anys 1995 i 1998.
Probablement la seva victòria més coneguda fou la que aconseguí contra en Garri Kaspàrov el 1999 a Wijk aan Zee, en una partida en què Sokolov va aconseguir superar la llegendària preparació d'obertures prepartida d'en Kaspàrov. El 2000 guanyà el torneig de Vlissingen.
A finals de 2005, va participar en la Copa del món de 2005 a Khanti-Mansisk, un torneig classificatori per al cicle del Campionat del món de 2007, on tingué una actuació discreta, i fou eliminat en tercera ronda per Vladímir Malakhov.
L'abril de 2007, empatà als llocs 2n-4t amb Daniel Fridman i Borís Guélfand al torneig actiu del Festival d'escacs de Cañada de Calatrava (el campió fou Aleksei Xírov), i posteriorment el mateix mes fou 4t al I Magistral Ruy López, de categoria XV, celebrat a Zafra (el campió fou Gabriel Sargissian). També el 2007, fou 3r al super-torneig “Bòsnia”, a Sarajevo, on hi puntuà (+2 -2 =6), rere Serguei Movsessian (1r) i Borki Predojevic (2n).
El 2010, empatà als llocs 2n-7è amb Aleksei Dréiev, Dmitri Andreikin, Vladímir Fedosséiev, Oleksandr Aresxenko i Konstantín Sakàiev al Memorial Txigorin (el campió fou Eltaj Safarli). El 2011, empatà als llocs 1r-6è amb Vladímir Baklan, Iuri Kuzúbov, Kamil Miton, Jon Ludvig Hammer i Illia Nyjnyk a l'MP Reykjavík Open. L'abril de 2011 empatà als llocs 2n-5è al fort Festival de Nakhchivan, a l'Azerbaidjan, amb Aleksandr Ipàtov, Paco Vallejo, i Zoltán Almási (el campió fou Anton Kórobov).
El 2012, empatà als llocs 1r–3r amb Jonny Hector i Ivan Txeparínov a la Politiken Cup a Copenhague, Dinamarca.
El mateix any, empatà al segon lloc a l'Obert de Reykjavik (el campió fou Fabiano Caruana).
El 2013 empatà als llocs 4t-5è amb Loek van Wely al fort 21è Torneig Sigeman & Co (torneig de Categoria XV), (el campió fou Richard Rapport)

## Partides notables
- Zoltan Almasi - Ivan Sokolov, Wijk aan Zee 1995, Obertura Ruy López, variant oberta, C80, 0-1
- Ivan Sokolov - Vesselín Topàlov, Wijk aan Zee 1996, Benoni, var. Taimanov A67, 1-0
- Ivan Sokolov - Garri Kaspàrov, Wijk aan Zee 1999, Nimzoíndia E58, 1-0 28m
- Ivan Sokolov - Aleksei Xírov, Bosnia GM 2005, Semislava, sistema Botvinnik D44, 1-0

## Obres
- Sokolov, Ivan. Winning Chess Middlegames.  New In Chess, 2009. ISBN 978-90-5691-264-2.
- Sokolov, Ivan. The Ruy Lopez Revisited.  New In Chess, 2009. ISBN 978-90-5691-297-0.